# (5503) 1985 CE2
(5503) 1985 CE2 là một tiểu hành tinh vành đai chính. Nó được phát hiện bởi Henri Debehogne ở Đài thiên văn La Silla ở Chile ngày 13 tháng 2 năm 1985.